# Paul Ernst Strähle
Paul Ernst Strähle, né en 1927 et décédé en octobre 2010, était un ancien pilote de rallye allemand.

## Biographie
Ce pilote couru sur Porsche durant les années 1950 et 1960.
Il cessa la compétition en 1963, et devint concessionnaire Volkswagen et Porsche, tout en créant sa propre écurie de course, das Strähle Racing Team, et en participant à plusieurs évènements "Historic".
Sa Porsche Carrera 356 immatriculée WN-V2 est toujours exposée au musée de la marque allemande à Stuttgart.

## Palmarès

### Titres
- Champion d'Allemagne des circuits en 1955;
- Champion d'Allemagne des rallyes en 1958;
  - Vice-champion d'Europe des rallyes en 1956, derrière Walter Schock.

### Quelques victoires
- Vainqueur de classe aux Mille Miglia en 1951, sur Dapferle (Volkswagen coccinelle à moteur... Porsche);
- Vainqueur du rallye Adriatique en 1953;
- Vainqueur du Rallye International des Alpes Françaises (Coupe des Alpes) en 1956 (copilote Hans Encher), sur Porsche 365;
- Vainqueur du Tour de Belgique automobile en 1957;
- Vainqueur des 10 Heures de Messine en 1958 (avec Christian "Bino" Heins);
- Vainqueur de Liège-Rome-Liège en 1959 (avec Robert Buchet (double vainqueur), sur Porsche);
- Vainqueur du Tour de Corse en 1960 (copilote Herbert Linge), sur  Porsche 356 Carrera B.

### Podium notable
- 2e de la Targa Florio en 1959, sur Porsche 550 RS Spyder avec Eberhard Mahle, Herbert Linge et Guido Scaglierini.